# Juan Esnáider
Juan Eduardo Esnáider (* 5. März 1973 in Mar del Plata) ist ein ehemaliger argentinischer Fußballspieler und heutiger -trainer.
Der Argentinier ist halb wolgadeutscher und halb spanischer Abstammung, sein Nachname ist eine ins Spanische überführte Version von „Schneider“.

## Verein
Esnáider begann seine Karriere bei Ferro Carril Oeste. Sein Profidebüt feierte Esnáider am 2. September 1990 gegen CA Vélez Sársfield.
1991 kam er das erste Mal nach Europa zu Real Madrid. Bei den Königlichen spielte er anfangs in der zweiten Mannschaft, ehe er sich im ersten Team durchsetzen konnte. Mit den Madrilenen gewann er 1993 den spanischen Cup und den spanischen Supercup. Im gleichen Jahr wurde er von Real Saragossa verpflichtet und gewann mit seinem neuen Verein 1994 erneut den spanischen Pokal, wodurch sich die Mannschaft für den Europapokal der Pokalsieger qualifizierte. Sein erstes Tor in diesem Wettbewerb erzielte er zur zwischenzeitlichen 1:0-Führung bei der 1:2-Niederlage im Hinspiel der 1. Runde gegen Gloria Bistrița. In der 2. Runde schoss er in den beiden Partien gegen Tatran Prešov drei der insgesamt sechs Tore. Nachdem Real Saragossa das Viertelfinalhinspiel bei Feyenoord Rotterdam mit 0:1 verloren hatte, erzielte er im Rückspiel den entscheidenden 2:0-Treffer, der den Einzug ins Halbfinale bedeutete. Im Hinspiel gelang ihm beim 3:0-Sieg gegen den FC Chelsea ein Doppelpack. Obwohl Saragossa das Rückspiel an der Stamford Bridge mit 1:3 verlor, zog der Verein aufgrund des Gesamtergebnisses von 4:3 ins Europapokalfinale ein. Im Match gegen den FC Arsenal erzielte Esnáider in der 68. Spielminute den 1:0-Führungstreffer für die Spanier. Saragossa gewann das Finale in der Verlängerung mit 2:1. Esnáider erzielte in jeder Pokalrunde mindestens ein Tor und wurde mit insgesamt acht Treffern zweitbester Torschütze des Wettbewerbs hinter Ian Wright.
Nach dem Gewinn des Europapokals kehrte Esnáider zu Real Madrid zurück, erzielte dort in 20 Ligaspielen aber nur einen Treffer. Nach einem Jahr wechselte er 1996 zum Stadtrivalen Atlético Madrid, wo er auch nur ein Jahr blieb, aber mit 16 Toren bester Torschütze des Teams wurde. Anschließend spielte er zwei Jahre bei Espanyol Barcelona und ein Jahr in Italien bei Juventus Turin.
Nach seiner Rückkehr zu Real Saragossa gewann er 2001 noch einmal den spanischen Pokal. Nach diesem Erfolg wurde er vom FC Porto verpflichtet, dem er ein Jahr die Treue hielt.
Nach einem Kurzauftritt bei Cadetes de San Martin kam er 2002 zu River Plate, mit denen er argentinischer Meister wurde. 2003 kehrte er nach Europa zurück und spielte kurze Zeit bei AC Ajaccio auf Korsika und Real Murcia.
2005 ließ Esnáider seine Karriere bei den Newell’s Old Boys in seiner Heimat Argentinien ausklingen. 

## Nationalmannschaft
Esnáider nahm mit der argentinischen U-20-Nationalmannschaft an der U-20-Fußball-Südamerikameisterschaft 1991 teil. Dort wurde er mit sieben Treffern Torschützenkönig des Turniers. International spielte er auch dreimal für die A-Nationalmannschaft Argentiniens.

## Erfolge
- 3 × spanischer Pokalsieger mit Real Saragossa (1994, 2001) und Real Madrid (1993)
- 1 × Europapokal der Pokalsieger mit Real Saragossa (1995)
- 1 × Supercupsieger mit Real Madrid (1993)
- 1 × argentinischer Meister mit River Plate (2002)
- Torschützenkönig der U-20-Fußball-Südamerikameisterschaft 1991